# سلوى زيدان
سلوى زيدان فنانة لبنانية ونحات وقيّمة فنية ولدة سلوى زيدان في سهل البقاع، لبنان، وغادرة لبنان في الثمانينيات. انتقلت سلوى زيدان إلى الإمارات العربية المتحدة حيث واصلت العمل كرسامة. قامت بتنظيم معارض في أماكن مختلفة قبل أن تفتتح معرضها الفني الأول في عام 1994، وهو أول معرض فني في عاصمة الإمارات العربية المتحدة، أبو ظبي.

## السيرة الذاتية
تعمل سلوى زيدان في مجموعة متنوعة من الوسائط التي تتراوح بين الرسم والوسائط المختلطة والمنحوتات الفنية. وتشمل الموضوعات الأساسية لعملها قضايا الحرية والتوق إلى معرفة ومعرفة عالية. يتأرجح عملها في مجال الفن التجريدي البسيط ويحتوي على مفاهيم الخط. يمكن العثور على لوحاتها ومنحوتاتها في صالات العرض في جميع أنحاء العالم بما في ذلك الولايات المتحدة الأمريكية وسويسرا وإيطاليا وفرنسا ولندن وتركيا والإمارات العربية المتحدة والمملكة العربية السعودية والكويت وإيران ومصر ولبنان. تعيش سلوى زيدان حالياً وتعمل في أبو ظبي بالإمارات العربية المتحدة حيث تدير معرضها الفني المعاصر وتعرض مجموعة مختارة من الفنانين الإماراتيين والدوليين والشرق أوسطيين.

## العمل

### المعارض المنفرده
·        2009 سلوى زيدان «في النور»، قاعة سلوى زيدان، أبو ظبي، الإمارات العربية المتحدة
·        2007 معرض فيرمونت، دالاس، الولايات المتحدة الأمريكية
·        2006 معرض سلطان، مدينة الكويت، الكويت
·        2006 كيراميش أتيليه، أوترخت، هولندا
·        2005 Loft 44، Private Space، Beirut، Lebanon
·        2004 معرض أجيال للفنون، بيروت، لبنان
·        2003 الفن ميتز، ميتز، فرنسا
·        2003 الفن في إسطنبول، ماك 2000، إسطنبول، تركيا
·        2003 ماك 2000، باريس، فرنسا
·        2002 معرض بيير ميشيل، باريس، فرنسا
·        2002 آرت إسطنبول، ماك 2000، إسطنبول، تركيا
·        2002 «الفن من أجل السلام» في فندق فيرمونت، دبي، الإمارات العربية المتحدة
·        2001 Mac 2000، Paris، France
·        2000 ماك 2000، باريس، فرنسا
·        2000 Gallery Zabbeni ، فيفي، سويسرا
·        2000 «ثقافة من أجل السلام» معرض Alchemy ، لندن، المملكة المتحدة
·        1999 فرنسبنك، الفضاء الخاص، بيروت، لبنان
·        1999 غاليري زابيني، فيفي، سويسرا
·        1997 Gallery ، Epreuve d'Artiste ، بيروت، لبنان
·        المؤسسة الثقافية 1995، أبو ظبي، الإمارات العربية المتحدة
·        1995 غاليري زابيني، فيفي، سويسرا
·        1994 معرض كاسيا وسلوى زيدان للفنون، أبو ظبي، الإمارات العربية المتحدة

#### المعارض المختارة
·        2017 Art Dhubai 2017، Dubai، UAE
·        2017 الخالدة، قاعة سلوى زيدان، جزيرة السعديات، الإمارات
·        2016 آرت أبو ظبي 2016، منارة جزيرة السعديات، أبو ظبي، الإمارات العربية المتحدة
·        2016، معرض سلوى زيدان، منتجع جزيرة السعديات، الإمارات العربية المتحدة
·        2015 الفن أبوظبي 2015، جزيرة منارات السعديات، أبو ظبي، الإمارات العربية المتحدة
·        2015 تشكيل المشاهد، قاعة سلوى زيدان، منتجع جزيرة السعديات، الإمارات العربية المتحدة
·        2015 معرض فريش أند لايت، سلوى زيدان، منتجع جزيرة السعديات، الإمارات العربية المتحدة
·        2014 كيوب آرت، دبي مركز دبي المالي العالمي، دبي، الإمارات العربية المتحدة
·        2013 معرض أبوظبي للفنون، أبو ظبي، الإمارات العربية المتحدة
·        2013 فن الهند، نيودلهي، الهند
·        2012 معرض أكتروجيت جروب، قاعة سلوى زيدان، أبوظبي
·        2012 فن أبوظبي، فيلات العرض
·        2011 معرض أبوظبي الفني 2011، دبي، الإمارات العربية المتحدة
·        2011 آرت دبي 2011، دبي، الإمارات العربية المتحدة
·        2011 جانيت راضي فاين آرت، مناسارت، بيروت، لبنان
·        2011 «الفن في الفضاء» قاعة سلوى زيدان، أبو ظبي، الإمارات العربية المتحدة
·        2011 معرض جلوب غاليري سلوى زيدان، أبو ظبي، الإمارات العربية المتحدة
·        2009-2010 ندوة أبو ظبي الدولية للنحت 2010، (أديس) أبو ظبي الإمارات العربية المتحدة
·        2010 آرت أبو ظبي 2010، أبو ظبي، الإمارات العربية المتحدة
·        2010 معرض "Just Print Show"، معرض سلوى زيدان، الإمارات
·        2009 Accrochage، salwa zeidan gallery، UAE
·        2009 آرت أبو ظبي
·        2008 بينالي القاهرة الدولي الحادي عشر، القاهرة، مصر
·        2008 4 معرض الجدران، دبي، الإمارات العربية المتحدة
·        2007 التقارب الهند، مومباي، الهند
·        2007 مركز غراتس الثقافي، غراتس النمسا
·        2007 مركز ليوبليانا الثقافي، ليوبليانا، سلوفينيا
·        2006 بينالي القاهرة الدولي العاشر، القاهرة، مصر
·        2006 الفنانون المعاصرون، جنيف، سويسرا
·        2006 «يوليو 2006» معرض يوروبيا، باريس، فرنسا
·        2004 Execution Big Exit-Art، NYC، US
·        2003 بينالي فلورنسا (حاصل على المركز الرابع)، فلورنسا، إيطاليا
·        2003 معرض الفن الدولي المعاصر، إزمير، تركيا
·        2002 بينالي الفن الإسلامي، طهران، إيران
·        2002 أعمال صغيرة 2002، مركز لويزفيل الثقافي، كنتاكي، الولايات المتحدة الأمريكية
·        2002 غاليري زيرو، صيف 2002، برشلونة، إسبانيا
·        2002 مواجهة فنية، «5 فنانات نساء»، روان، فرنسا
·        2001 معرض Espace - شاتيليه فيكتوريا، باريس، فرنسا
·        2001 مارك ألماني، بلدية باريس، باريس ، فرنسا
·        2001 معرض الفن التشابه ، روان ، فرنسا
·        2001 Atelier Z Gallery ، باريس ، فرنسا
·        2001 طنجة - المركز الثقافي ، «هوماج أدونيس»، طنجة ، تونس
·        2000 L'Institut du Monde Arabe ، “Homage à Adonis”، Paris، France
·        2000 أرتويل ، معرض الفن الدولي ، بيروت ، لبنان
·        1999 Artuel، International Art Fair، Beirut، Lebanon
·        1999 مركز كسروان الثقافي ، جونية ، لبنان
·        1998 فنان لبناني شاب (الجائزة الأولى)، طرابلس ، لبنان
·        1996 خريف فاير ، متحف سرسوك ، بيروت ، لبنان
·        1996 الفنان اللبناني المعاصر ، جدة ، المملكة العربية السعودية
·        1996 الفن اللبناني المعاصر ، بيروت ، لبنان
·        1995 وزارة الثقافة ، بيروت ، لبنان
·        1995 المركز الثقافي الكاثوليكي ، بيروت ، لبنان
·        1994 المجمع الثقافي ، أبو ظبي ، الإمارات العربية المتحدة
·        1993 المؤسسة الثقافية ، أبو ظبي ، الإمارات العربية المتحدة
·        1992 المؤسسة الثقافية ، أبو ظبي ، الإمارات العربية المتحدة
·        1989 معرض الفنانين العرب ، الشارقة ، الإمارات العربية المتحدة
·        1988 مهرجان بيبلوس الثقافي ، بيبلوس ، لبنان

## منشورات
·        2009 سلوى زيدان «في النور»
·        كتالوج بينالي القاهرة 2008
·        2008 4 جدران معرض ، دبي ، كتالوج
·        2006 100 من الفنانين المعاصرين المشهورين
·        2006 Juillet 2006، Paris، France
·        2006 معرض بينالي القاهرة الدولي العاشر
·        2006 الولايات المتحدة والعالم وجها لوجه
·        2004 سوريا ولبنان
·        2004 سلوى زيدان
·        2004 آرت ميتز ، كتالوج معرض الفن الدولي
·        2003 XXIIème Biennale D'Alexandrie Des Pays de la Méditerranée
·        2003 Biennale Internazionale Dell'Arte Contemporanea Quarta Edizione (2003، 2002، 2001 & 2000)
·        2003 MAC 2000-Art Istanbul Demifestation d'Art Contemporain (2003 & 2002)
·        2002 سلوى زيدان من اجل السلام
·        2001 سيدار وينجز ، مبدعون من لبنان
·        2001 دليل دليل الفنانين اللبناني لعام 2001
·        2000 Artuel Salon International d'Art Contemporain
·        1999 «1995-1999، سلوى زيدان لوحات حديثة»
·        1998 جبل جون فنانين فنون بو الفنون اللبنانية

## وصلات خارجية
- Official Website of Salwa Zeidan
- Article on Salwa Zeidan
- Biography